# Fahrgastrechte
Als Fahrgastrechte werden die Rechte eines Fahrgasts in öffentlichen Verkehrsmitteln bei den Verkehrsunternehmen bezeichnet.
Fahrgastrechte können sich insbesondere erstrecken auf:
- Haftung des Betreibers bei Tötung oder Verletzung von Nutzern des Verkehrsmittels
- Schäden durch Ausfall oder Verspätung des Verkehrsmittels
- Schäden an mitgeführten Gegenständen
- Schäden durch Verlust von Gepäck
- Folgeschäden durch die Verspätung eines Verkehrsmittels (Bahn/Flug)
- Schäden durch falsche, fehlerhafte oder in sonstiger Weise mit Mängeln behaftete Auskunft über Verkehrstage, Anschlüsse oder sonstige notwendige Informationen für die ordnungsgemäße Durchführung einer Reise.

## Eisenbahnverkehr

### Europäische Union
Die EU verabschiedete die Verordnung (EG) Nr. 1371/2007 für den Schienenverkehr (Eisenbahn-Fahrgastrechte-VO) als Teil des dritten Eisenbahnpakets, die am 3. Dezember 2009 in allen Mitgliedstaaten der EU in Kraft getreten ist.
Der EuGH entschied am 26. September 2013, dass die Fahrgastrechte aus der Verordnung (EG) 1371/2007 auch in Fällen höherer Gewalt anwendbar seien. Die Verordnung enthalte, anders als z. B. die Fluggastrechteverordnung, gerade keinen entsprechenden Ausnahmetatbestand.
2021 wurde mit der Verordnung (EU) 2021/782 eine Neufassung der Fahrgastrechteverordnung erlassen, die seit dem 7. Juni 2023 gilt und die Verordnung (EG) Nr. 1371/2007 ablöst. Mit Einführung der neuen Regulierung sind Eisenbahnunternehmen nicht mehr zur Zahlung von Entschädigungen verpflichtet, wenn die Verspätung auf „höhere Gewalt“ oder „außergewöhnliche Umstände“ wie „extreme Witterungsbedingungen oder große Naturkatastrophen“ oder auf „Pandemien“ oder „bestimmte Handlungen Dritter“ wie z. B. Menschen auf dem Gleis oder Polizeieinsätze zurückzuführen ist. Der Bundesverband der Verbraucherzentralen äußerte die Befürchtung, dass die Bahnunternehmen die neue Regelung häufiger nutzen werden, um Forderungen abzulehnen. Verpflegung sowie Unterkünfte für bis zu drei Nächte müssen auch bei Bedarf auch bei solchen außergewöhnlichen Umständen bereitgestellt werden.

### Deutschland

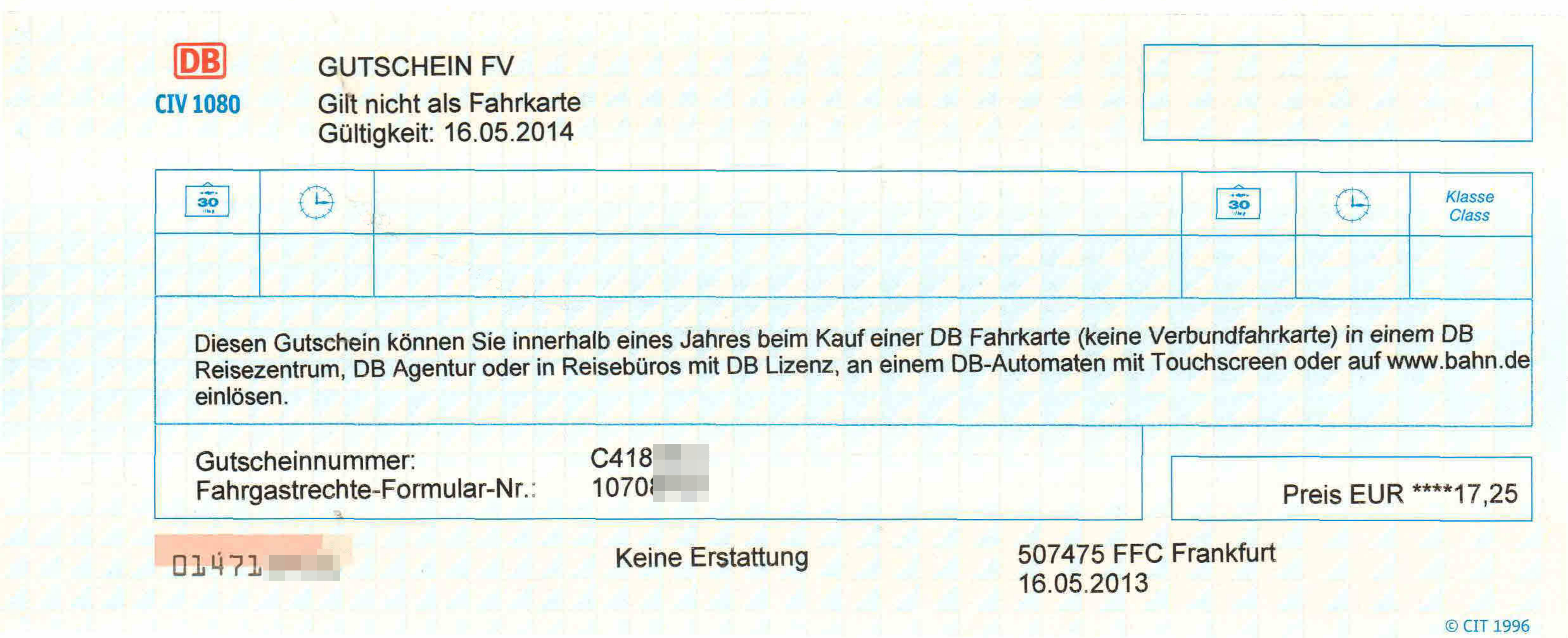
Gutschein der Deutschen Bahn aus der Anmeldung von Fahrgastrechten nach einer Zugverspätung im Fernverkehr, 2013

Zum 1. Oktober 2004 führte die Deutsche Bahn eine so genannte Kundencharta ein. Diese sah vor, Reisende im Fernverkehr (ICE, IC, EC) mit 20 Prozent des Reisepreises bei Verspätungen über 60 Minuten zu entschädigen. Darin eingeschlossen waren auch Anschlussverluste zwischen Fernverkehrszügen. Gleichzeitig verpflichtete sich das Unternehmen, Hotel- und Taxikosten in Höhe von bis zu 80 Euro pro Reisenden zu übernehmen, wenn eine Reise wegen Zugausfall, Zugverspätung oder Anschlussverlust nicht bis 24 Uhr fortgesetzt werden kann.
Zum Fahrplanwechsel am 12. Dezember 2004 führten die europäischen Eisenbahnen eine Entschädigungsregelung für den internationalen Verkehr ein. Demnach sollten grenzüberschreitende Fahrkarten von wenigstens 50 Euro Wert bei einer Verspätung von über einer Stunde 20 Prozent des Fahrkartenwertes erstattet werden; im Nachtreiseverkehr war eine solche Entschädigung ab einer Verspätung von zwei Stunden vorgesehen.
In Deutschland wurde die Verordnung (EG) Nr. 1371/2007 vorzeitig am 29. Juli 2009 durch das Fahrgastrechteverordnung-Anwendungsgesetz angewandt. Entschädigt werden nunmehr bei einer Verspätung ab 60 Minuten 25 Prozent des Fahrpreises, bei einer Verspätung ab 120 Minuten 50 Prozent. Außerdem wurde im Dezember 2009 eine Schlichtungsstelle für den öffentlichen Personenverkehr (SÖP) gegründet. Die bundesweit arbeitende Schlichtungsstelle für den öffentlichen Personenverkehr (SÖP) hilft allen Reisenden, die sich gegenüber ihrem Verkehrsunternehmen beschwerten, aber keine zufriedenstellende Antwort erhielten. Die Juristen der SÖP prüfen die Beschwerde und erarbeiten einen Schlichtungsvorschlag. Dieser soll eine einvernehmliche und außergerichtliche Streitbeilegung ermöglichen, um allen Beteiligten Geld, Zeit und Ärger zu ersparen. Die SÖP arbeitet sachlich unabhängig und neutral und bietet ihre Dienstleistung allen Kunden der Bahn-, Bus-, Flug- und Schiffsunternehmen an, die sich am Schlichtungsverfahren beteiligen. Für Reisende ist die Bearbeitung der Beschwerde kostenfrei.
Im Sommer 2009 richtete die Deutsche Bahn das Servicecenter Fahrgastrechte ein, das im Auftrag verschiedener Unternehmen Fahrgastrechteanträge bearbeitet. Zum Einreichen von Anträgen erstellten die Deutsche Bahn und der Tarifverband der Bundeseigenen und Nichtbundeseigenen Eisenbahnen in Deutschland ein gemeinsames Formular. Die Deutsche Bahn zahlte im Jahr 2013 laut einem Medienbericht 40 Millionen Euro aus. Mit 1,3 Millionen Anträgen auf Entschädigung sei in dem Jahr ein Rekordniveau erreicht worden. In 3500 Fällen habe die Schlichtungsstelle vermitteln müssen. 2014 bearbeitete das Servicecenter 1,3 Millionen Entschädigungsanträge für 48 Eisenbahnverkehrsunternehmen.
Seit dem 1. Juli 2021 ist es möglich, Entschädigungsansprüche aus Fahrgastrechten gegen die Deutsche Bahn online geltend zu machen.
Neben den durch die Eisenbahnverkehrsunternehmen bereitgestellten Services ist es zudem möglich, die Ansprüche auch auf anderen Wegen direkt beim vertraglichen Beförderer geltend zu machen. Die europäische Verordnung sieht keine spezielle Formerfordernis vor.
Neben den Rechten aus der Verordnung (EU) 2021/782 werden in der Eisenbahn-Verkehrsordnung (EVO) zusätzliche Fahrgastrechte im Schienenpersonennahverkehr festgelegt.

### Österreich
In Österreich übernimmt die Schienen-Control die Aufgabe der Überwachung der Fahrgastrechte. Diese bearbeitete 2013 insgesamt 772 Schlichtungsverfahren. Im Gegensatz zu Deutschland werden Fahrpreisrückerstattungen von Einzelfahrkarten lediglich im Fernverkehr gewährt. Ab 60 Minuten Verspätung hat der Fernverkehrsfahrgast einen Anspruch auf 25 % und ab 120 Minuten auf 50 % Rückerstattung. Ein Erstattungsanspruch von Nahverkehrs-Jahreskarten entsteht, wenn innerhalb eines Monats auf der betreffenden Strecke ein Pünktlichkeitsgrad von 95 % nicht erreicht wird. Als pünktlich gelten je nach Strecke Züge die weniger als 3 bis 5 Minuten verspätet sind. Diese Pünktlichkeitsgrade müssen von den Verkehrsunternehmen online veröffentlicht werden. Bei Wochen- und Monatskarten wenden einige Verkehrsunternehmen dieses Verfahren an, die ÖBB Personenverkehr dagegen gewährt für jede Verspätung ab 30 Minuten 0,75 € Erstattung. Für alle Erstattungsansprüche gilt eine Bagatellgrenze von 4 €. 2015 wurde die Agentur für Passagier- und Fahrgastrechte eingerichtet, um Streit- bzw. Beschwerdefälle aus der Beförderung von Fahrgästen bzw. Fluggästen auf Eisenbahnen, mit Kraftfahrlinien, in der Luftfahrt und in der Schifffahrt bei einer unabhängigen Schlichtungsstelle zu klären und außergerichtlich beizulegen. Sie dient als Durchsetzungsstelle nach den einschlägigen unionsrechtlichen Verordnungen.

## Omnibusverkehr
In der EU gilt seit dem 1. März 2013 die Verordnung (EU) Nr. 181/2011 über die Fahrgastrechte im Kraftomnibusverkehr und zur Änderung der Verordnung (EG) Nr. 2006/2004. (Bus-Fahrgastrechte-VO). Einzelne Regelungen können von den Nationalstaaten noch 5 Jahre ausgesetzt werden.
- Der Bundestag hat am 16. Mai 2013 dem Gesetzesentwurf der Bundesregierung vom 8. Februar 2013[19] zugestimmt,[20] mit dem die Durchführung der EU-Verordnung in Deutschland, insbesondere auch die Ermächtigung zum Erlass von Durchführungsverordnungen, geregelt werden soll. Das Eisenbahn-Bundesamt wird dabei zur nationalen Durchsetzungsstelle für Fahrgastrechte im Kraftomnibusverkehr bestimmt.

Die Bus-Fahrgastrechte-VO entscheidet bei den unterschiedlichen Ansprüchen teilweise danach, ob die Fahrt von einem Busbahnhof (Art. 3 lit m) oder einer Bushaltestelle (lit n) angetreten wird, woraus sich im Lichte der Rechtsprechung des EuGH zu den Fluggastrechten Probleme mit dem Grundsatz der Gleichbehandlung ergeben können.
Die europäischen Fahrgastrechte im Omnibusverkehr beziehen sich hauptsächlich auf Reisen im Fernverkehr ab 250 km. Im Falle von 120 Minuten verspäteter Abfahrt oder Ausfall einer Verbindung muss das Busunternehmen eine Fahrpreiserstattung oder Weiterbeförderung anbieten. Unterbleibt diese, so hat der Fahrgast Anspruch auf eine Entschädigung in Höhe von 50 % des Fahrpreises. Im Falle von 90 Minuten verspäteter Abfahrt oder Ausfall einer Verbindung von einem Busbahnhof mit einer Fahrtdauer über 3 Stunden, muss das Busunternehmen Verpflegung und gegebenenfalls ein Hotelzimmer für bis zu zwei Nächte bereitstellen. Über Verspätungen muss das Busunternehmen die Fahrgäste schnellstmöglich, spätestens jedoch 30 Minuten nach der planmäßigen Abfahrt informieren. Regeln bezüglich verspäteter Ankunft gibt es nicht.
Eine Ausnahme zu dieser Regelung stellen die IC Busse der Deutschen Bahn dar, bei denen zusätzlich zugunsten des Kunden die Fahrgastrechte für Eisenbahnverkehr angewendet werden.
Im April 2014 mahnte die Verbraucherzentrale NRW neun Fernbusbetreiber ab, da sie die Fahrgastrechteverordnung in ihren Allgemeinen Geschäftsbedingungen einschränkten. Fünf änderten daraufhin ihre Allgemeinen Geschäftsbedingungen. Mit den Vier weiteren trat man in Verhandlungen.

## See- und Binnenschifffahrt
Durch die Verordnung (EU) Nr. 1177/2010 vom 24. November 2010 über die Fahrgastrechte im See- und Binnenschiffsverkehr werden Fahrgastrechte für Passagiere auf Schiffen aus der EU, bzw. Schiffen, die EU-Gewässer durchfahren, festgeschrieben. Diese Verordnung trat am 18. Dezember 2012 in Kraft.
Im weiteren Sinne kann auch die Verordnung (EG) Nr. 392/2009 vom 23. April 2009 über die Unfallhaftung von Beförderern von Reisenden auf See (HaftungsVO) zu den Fahrgastrechten gezählt werden. Diese Verordnung trat am 31. Dezember 2012 EU-weit in Kraft.
- Deutschland: Durch das nunmehr im Februar 2013 verabschiedete Gesetz zur Reform des Seehandelsrechts werden u. a. auch die Personenbeförderung auf Seeschiffen einschließlich der Haftung des Beförderers bei Tod oder Verletzung der Passagiere und/oder Verlust, bzw. Beschädigung des Reisegepäcks in den §§ 536–552 des Handelsgesetzbuches (HGB) neu geregelt. Für die Personenbeförderung auf Binnenschiffen verweist § 77 des Binnenschiffahrtsgesetzes (BinSchG) auf diese Vorschriften des HGB. Das Gesetz ist am 25. April 2013 in Kraft getreten.[32][33]